# Утрото може и да не настъпи
Kal Ho Naa Ho (в превод от английски – „Утрото може и да не настъпи“) е филм на Боливуд, сниман през 2003 в Ню Йорк. Актьорите във филма са Джая Бачан, Шах Рук Хан, Прити Зинта и Сейф Али Хан. Филмът е режисиран от Никил Адвани и е продуциран и написан от Каран Джохар, по-известен с хитовите си филми Kuch Kuch Hota Hai (1998) и Kabhi Khushi Kabhie Gham (2001).
Този филм прилича на Dil Chahta Hai (2001) в съчетанието между Боливуд и Холивуд.

## Сюжет
Внимание:  Текстът по-долу разкрива сюжета на произведението (или части от него)!
Нейна Катерин Капур (Прити Зинта) е млада жена, ядосана по много причини. Нейният баща се самоубива точно когато тя има най-голяма нужда от него, оставяйки Дженифър (Джая Бачан) неговата жена да отглежда сама децата им. Ладжо (Сушма Сет) тъщата на Дженифър я обвинява за самоубийството му. Освен това тя е нещастна защото Ладжо отказва да приеме като внучка шестгодишната Джия, която Дженифър е осиновила. Същевременно ресторантът, който тя управлява фалира. Единствените неща, които крепят живота на Нейна са търпеливо трудещатата се Дженифър и съученикът и от МБА Рохит (Саиф Али Кан).
Аман Матхур (Шах Рух Хан) безгрижен човек пристига в съседство с Нейна и скоро променя всичко с неговата веселост и желание за живот.
Забелязал тъгата на новите си съседи Аман се намесва. Настоятелността му за тяхната дейността съживява финансовият им успех и скоро ентусиазирания му оптимизъм променя живота им към по-добро. Въпреки че в началото Нейна неохотно се радва на присъствието на Аман, тя започва да го харесва и накрая го обиква.
Същевременно нейният приятел Рохит се е влюбил в нея, въпреки че не и казва това защото Нейна го уведомява, че е влюбена в Аман преди той да намери подходящ случай да и каже. Рохит си отива в къщи за да помогне на родителите си за годишнината им и среща млада жена на име Камила, с която той започва да излиза на срещи. Камила е златотърсач, чиято цел е да се омъжи за Рохит заради парите на родителите му.
Аман казва на всички, че е женен за Прия. Това е лъжа, която той казва за да прикрие факта, че умира заради слабото си сърце. Когато Аман разбира, че животът му е ограничен, през остатъка му той кара хората да се наслаждават на себеси и останалите в същото време защото (както казва заглавието преведено от Английски) „Утрото може и да не настъпи“.
Неговите благородни действия довеждат до това, че той случайно разбира, че Джия е извънбрачно дете на техния баща.
През развитието на филма състоянието на Аман се влошава. Една силно вълнуваща част замалко не го убива. Нейна научава истината от Прия. Накрая Аман умира от слабото се сърце, скоро след това Нейна и Рохит се женят. Филмът свършва със спомените на Нейна и Джия в бъдещето.

## Актьори
- Джая Бачан като... Дженифър Капур
- Шах Рух Хан като... Аман Матхур
- Саиф Али Кан като... Рохит Пател
- Прити Зинта като... Нейна Катерин Капур Пател
- Сушма Сет като... Ладжо Капур
- Реена Лагоо като... майката на Аман
- Делнааз Паул като... Джасприт "Sweetu" Капур
- Кетки Даве като... майката на Рохит
- Сонали Бендре като... Прия (Докторката на Аман)
- Сатиш Шан като...Бащата на Рохит
- Симон Синг като... Камила
- Раджпал Вадав като... Гуру
- Юда Чопра като... Съобщата шестте дни (Посетителско участие)
- Рани Мукерджи като... (Специално участие)
- Каджол като... (Специално участие)

## Участници
- Директор: Никил Адвани
- Продуцент: Яш Джохар и Каран Джохар
- Сценарист: Каран Джохар
- Диалози: Ниранджан Ияенгар
- Музикален директор: Шанкар Махадеван, Ешаан Ноорани и Лоу Мендонса
- Лирика: Джавед Актар
- Редактор: Санджай Санкла
- Хореография: Фарах Кан
- кинематография: Анил Мехта
- Моделиер: Маниш Малхотра

## Награди
Kal Ho Naa Ho получи много награди и номинаций. Наградите, които спечели са най-хубавите.
| - Филмфаре награда за най-добър филм - Филмфаре награда за най-добра актриса – Прити Зинта - Филмфаре награда за най-добра поддържаща мъжка роля- Саиф Али Кан - Филмфаре награда за най-добра поддържаща женска роля – Джая Бачан - Филмфаре награда за най-добър музикален директор – Шанкар-Ешььх-Лоу - Филмфаре награда за най-добра лирика – Джавет Акхтар - Филмфаре награда за най-добра сцена на годината - IIFA награда за най-добър филм – Яш Джохар - IIFA награда за най-добър Директор – Никил Адвани - IIFA награда за най-добър актьор – Шар Рух Хан - IIFA награда за най-добра актриса – Прити Зинта - IIFA награда за най-добра поддържаща мъжка роля – Саиф Али Кан - IIFA награда за най-добра поддържаща женска роля – Джая Бачан - IIFA награда за най-добър музикален директор – Шанкар-Ешььх-Лоу - IIFA награда за най-добра лирика – Джавет Акхтар - IIFA награда за най-добра история – Каран Джохар - най-добра хореография – Фарах Кан - най-добра кинематография – Анил Мехта - най-добър редактор- Санджай Сакла |

1. 1 2 3 4 5 6  www.imdb.com //   Посетен на 9 април 2016 г.
2. 1 2  stopklatka.pl //   Посетен на 9 април 2016 г.